# Dipartimento di Lac Iro
Il dipartimento di Lac Iro è un dipartimento del Ciad facente parte della provincia di Moyen-Chari. Il capoluogo è Kyabé.

## Comuni
Il dipartimento comprende i seguenti comuni:
- Alako
- Baltoubaye
- Bohobé
- Boum Kebbir
- Dindjebo
- Kyabé
- Ngondeye
- Roro
- Singako